# Joeri Loezjkov

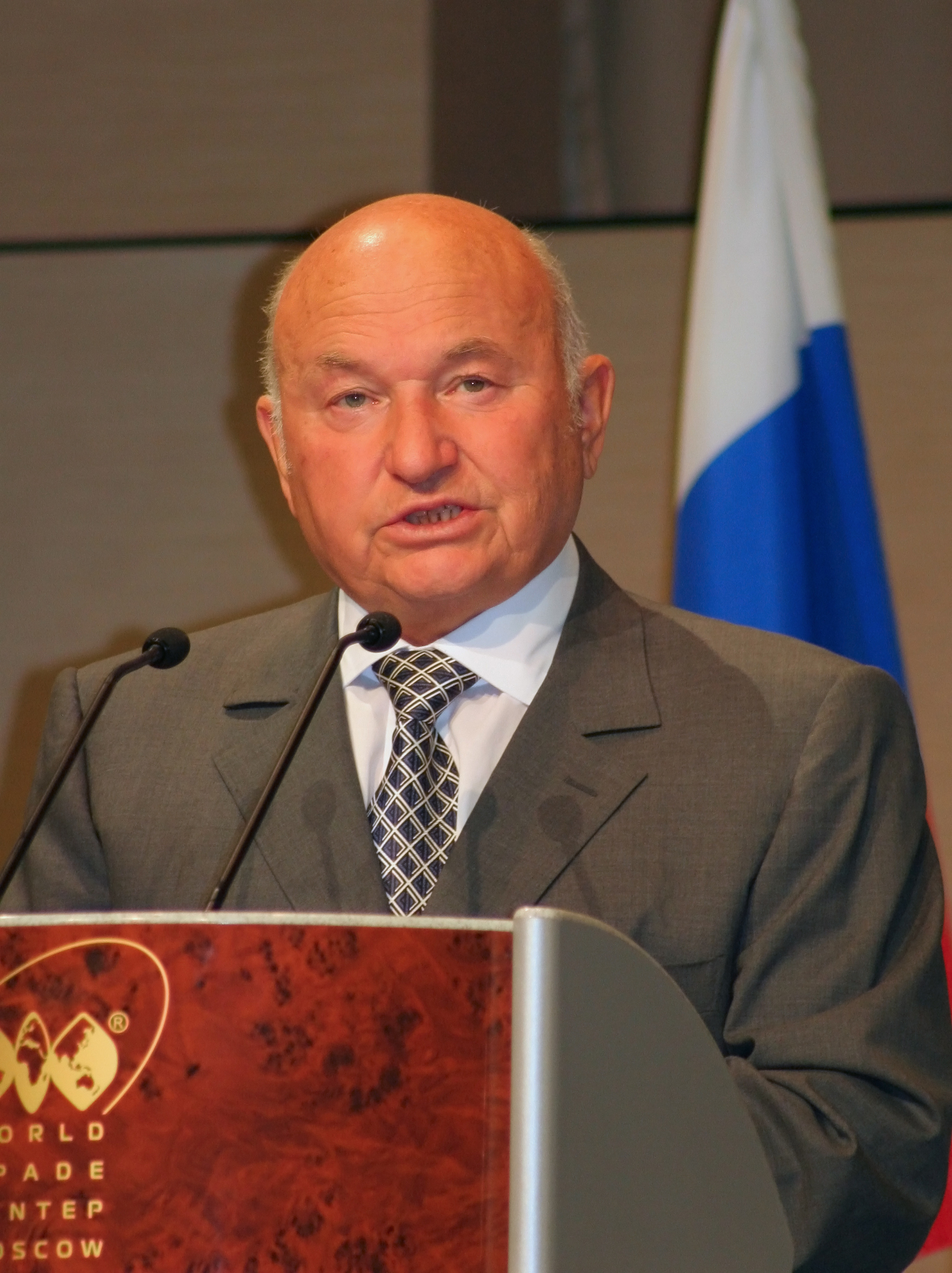
Loezjkov in 2010

Joeri Michaijlovitsj Loezjkov (Russisch: Ю́рий Миха́йлович Лужко́в) (Moskou, 21 september 1936 - München, 10 december 2019) was een Russisch politicus. Hij was vooral bekend als burgemeester van Moskou, een functie die hij vervulde van 6 juni 1992 tot 28 september 2010.

## Gemeentepolitiek
Hij werd geboren op 21 september 1936. Zijn vader Mikhail was timmerman en zijn moeder Anna een fabrieksarbeidster. Na in 1958 te zijn afgestudeerd aan de Hogeschool voor Olie- en Gasindustrie ging hij werken in de chemische industrie. In 1968 werd hij lid van de Communistische Partij van de Sovjet-Unie. In 1987 kwam hij in de gemeenteraad van Moskou en ging hij werken als hoge ambtenaar, één niveau onder de burgemeester.
Loezjkov werd in 1992 door president Boris Jeltsin benoemd tot burgemeester. Hij volgde Gavriil Charitonovitsj Popov op en was daarmee de tweede burgemeester van Moskou in de Russische federatie van na de Sovjet-Unie. Hij was populair onder de bevolking. Dit blijkt uit het feit dat hij drie keer, in 1996, 1999 en 2003, herkozen werd. Op 27 juni 2007 werd bekend dat Loezjkov zijn termijn met nog eens vijf jaar aan mocht verlengen. Door een wetswijziging was hij deze keer niet herkozen door het volk, maar door de Russische regering voorgedragen en vervolgens met grote meerderheid van stemmen gekozen.
Hij stond bekend als een schepper van voorwaarden voor een goed ondernemersklimaat. Hij liet wegen opknappen en verbreden en nieuwe wegen aanleggen. In de aanloop naar de 850ste verjaardag van de stad in 1997 werd aan veel nieuwbouw gedaan, waaronder het herstel van in de communistische tijd verwoeste gebouwen, zoals de Christus-Verlosserkathedraal. Anderzijds werden historische monumenten gesloopt om plaats te maken voor nieuwbouw. Het was geen toeval dat zijn tweede echtgenote, Jelena Baturina, in die jaren opklom tot de positie van rijkste vrouw in het land. Moskou kreeg onder Loezjkov een twijfelachtige reputatie als een van de meest corrupte steden ter wereld.
Ondanks deze maatregelen is Moskou, mede door de sterke groei van de bevolking en door de enorme stijging van het aantal autobezitters, uitgegroeid tot een van de meest dichtgeslibde ter wereld. Controversieel was een zeer strenge regeling voor Russen om zich officieel in Moskou te vestigen. Zijn argument was dat de uit zijn voegen barstende stad geen extra mensen meer aankon. Dit werd later door de Hoge Raad gedeeltelijk teruggedraaid. Bij het buitenlandse grote publiek was Loezjkov enigszins bekend doordat hij tweemaal een verbod op een Gay Pride Parade uitvaardigde, in 2006 en 2007.

## Nationale politiek
Vanaf 1987 was hij lid van de Opperste Sovjet, een instituut dat in die periode al totaal verlamd was. Van 1995 tot 2002 zat hij in de Federatieraad van Rusland.
In 1998, toen hij zes jaar burgemeester was, en president Jeltsin in zijn nadagen verkeerde, richtte Loezjkov zijn eigen partij 'Vaderland' op, om zodoende een gooi te doen naar het presidentschap bij de eerstvolgende verkiezingen. Toen Jeltsin in april 1999 tamelijk onverwacht Vladimir Poetin tot premier benoemde en vervolgens eind 1999 aftrad ten behoeve van Poetin, was het gedaan met de kansen van Loezjkov. De onbekende Poetin werd al snel populair door zijn imago van sterke man. Loezjkov koos eieren voor zijn geld: zijn partij fuseerde met die van Poetin (hieruit ontstond Verenigd Rusland), en hij steunde Poetin bij de presidentsverkiezingen in maart 2000.
De laatste jaren was Loezjkov minder actief in nationale politiek, al had hij als burgemeester van de hoofdstad achter de schermen veel invloed. Formeel was hij nog wel medevoorzitter van Verenigd Rusland. Nadat hij in 2010 openlijk kritiek had op het Russische presidentiële beleid, werd hij op 28 september 2010 afgezet door president Dmitri Medvedev met als reden: ‘wegens verlies van vertrouwen’.
Na zijn afzetting kwam het vastgoedbedrijf van zijn vrouw, Inteko, ook in de problemen. Justitie startte een fraudeonderzoek naar een groot stuk bouwland in het westen van Moskou. Tegelijkertijd werd bekend dat het vastgoedbedrijf 'vrijwillig' afstand doet het 50%-belang in een groot project in Moskva Citi. Het echtpaar heeft beide dochters, Jelena en Olga, voor langere tijd naar Londen gestuurd voor een opleiding.
De 83-jarige Joeri Loezjkov overleed op 10 december 2019 in een ziekenhuis in München.

## Persoonlijk
Loezjkov was sinds 1991 getrouwd met de onderneemster Jelena Nikolajevna Baturina, een van de rijkste vrouwen van Rusland.

## Onderscheidingen
In de Sovjetperiode kreeg Loezjkov zowel de Orde van Lenin als de Orde van de Rode Banier.
- Bibsys: 6008740
- Bibliothèque nationale de France: cb125220664 (data)
- CiNii: DA10265282
- Gemeinsame Normdatei: 11952984X
- International Standard Name Identifier: 0000 0001 2284 3074
- Library of Congress Control Number: n93111231
- Nationale Bibliotheek van Letland: 000282822
- Nationale Bibliotheek van Tsjechië: jo2002088684
- Nationale Bibliotheek van Israël: 987007321436605171
- Nationale Bibliotheek van Polen: a0000001859629
- Nederlandse Thesaurus van Auteursnamen: 148062156
- Réseau des bibliothèques de Suisse occidentale: 02-A013515997
- LIBRIS: 229289
- Système universitaire de documentation: 034467572
- Union List of Artist Names: 500278019
- Virtual International Authority File: 115228289
- WorldCat: E39PBJkD99RCm3Jbf4XggpqbBP